# Treinstation (lied)
Treinstation is een lied van de Algerijns-Franse rapper Boef. Het werd in 2020 als single uitgebracht en stond in hetzelfde jaar als eerste track op het album Allemaal een droom.

## Achtergrond
Treinstation is geschreven door Julien Willemsen en Sofiane Boussaadia en geproduceerd door Jack $hirak. Het is een nummer uit het genre nederhop. In het lied vertelt de artiest over zijn eigen jeugd en hoe hij er nu mee omgaat. Hij vertelt onder meer over zijn overleden pleegmoeder, waar hij het in de documentaire Gewoon Boef uitgebreid over heeft gehad. In de videoclip zijn meerdere oudere foto's van de rapper en zijn ouders te zien. De single is de eerste van het halverwege 2020 uitgebrachte album waar het lied ook op te vinden was. De single heeft in Nederland de gouden status.

## Hitnoteringen
De rapper had succes met het lied in de hitlijsten in het Nederlands taalgebied. Het piekte op de eerste plaats van de Nederlandse Single Top 100 en stond één week op deze positie. In totaal was het zes weken in de lijst te vinden. In de week dat het in de Vlaamse Ultratop 50 stond, stond het op de 48e plaats. De Nederlandse Top 40 werd niet bereikt; het lied bleef steken op de vierde plaats van de Tipparade.